# Reina María Rodríguez
Reina María Rodríguez (La Habana, 4 de julio de 1952) es una poeta cubana, ganadora de los premios Nacional de Literatura de Cuba en 2013 y del Iberoamericano de Poesía Pablo Neruda en 2014, entre otros.  
Actualmente vive en Miami, desde donde ha desplegado una gran actividad como conferencista, participando en numerosos eventos de poesía, no solo en esa ciudad, sino en todo Estados Unidos y otros países.

## Biografía
Considerada una de las voces más importantes de la poesía cubana contemporánea, la obra de Reina María se caracteriza por ser de una asombrosa profundidad, es arriesgada, intensa, dinámica y sobre todo confesional, es un reflejo de su vida, de las dificultades y de la memoria. Sus obras se han traducido a idiomas como el ruso, el árabe, el vietnamita y el alemán. Leonardo Padura, presidente del jurado del Premio Nacional de Literatura de 2013, señaló que la obra de Reina María "ha llenado un espacio imprescindible en el panorama de la poesía cubana contemporánea, con alta calidad estética, ética y conceptual".
Reina María es autora de títulos como: Para un cordero blanco, poemario que le valió el Premio Casa de las Américas en 1984, En la arena de Padua (Premio de la revista Plural, México, 1991 y Premio Nacional de la Crítica, 1992), La foto del invernadero (Premio Casa de las Américas, 1998).
Ocupando su obra narrativa, podemos destacar: Te daré de comer como a los pájaros (Premio de la crítica, 2001), Tres maneras de tocar un elefante (Premio Italo Calvino, 2004) y Variedades de Galeano (Letras Cubanas, 2008).
La autora fue merecedora de la Orden de las Artes y las Letras de Francia con grado de Caballero en 1999 y de la Medalla Alejo Carpentier en 2002.
Reina María Rodríguez es Licenciada en Literatura Hispanoamericana por la Universidad de La Habana. Trabajó en la radio como redactora y coordinó la sección literaria de la Asociación Hermanos Saíz. Desde que residía en La Habana, dirigía la Casa de Letras y era editora de la revista Azoteas.

## Obra literaria
- La gente de mi barrio (Premio 13 de marzo, 1976)
- Una casa en Ánimas (1976)
- Cuando una mujer no duerme (Premio Julián de Casal de la UNEAC,  1980)
- Para un cordero blanco (Premio Casa de las  Américas, 1984)
- En la arena de Padua (Premio de la revista Plural, México, 1991 y Premio Nacional de la Crítica, 1992)
- Páramos (Premio Julián del Casal, 1993, Premio de la Crítica, 1995)
- Travelling (1995; 2018, Rialta Ediciones)
- La foto del invernadero (Premio Casa de las Américas, 1998, Premio de la Crítica, 2000)
- Te daré de comer como a los pájaros (Premio de la crítica, 2001)
- Ellas escriben cartas de amor (2002)
- Otras cartas a Milena (2003)
- Tres maneras de tocar un elefante (Premio Italo Calvino, 2004)
- Violet Island y otros poemas (antología personal)
- El libro de las clientas (2005)
- Bosque negro (2005, 2008)
- Variedades de Galeano (Letras Cubanas, 2008)
- Otras mitologías (2012)
- Bosque Negro (2014, Antología Poética)
- El piano (2016, Leiden: Bokeh)

## Premios
- Premio Nacional de Literatura (2013)
- Premio Iberoamericano de Poesía Pablo Neruda (2014)[6]
- Premio al mérito literario "Andrés Sabella" 2017, galardón entregado en el marco de la Feria Internacional del libro zicosur, FILZIC Antofagasta 2017
- Premio de la Crítica (2011)
- Premio Italo Calvino (2004)
- Premio de poesía "Julián del Casal" de la Unión de Escritores y Artistas de Cuba (1980 y 1993)
- Premio "Revista Plural" de México (1992)
- Premio "Casa de las Américas"(1984 y 1998)
- "Orden de Artes y Letras de Francia" (1999)